# Vishay

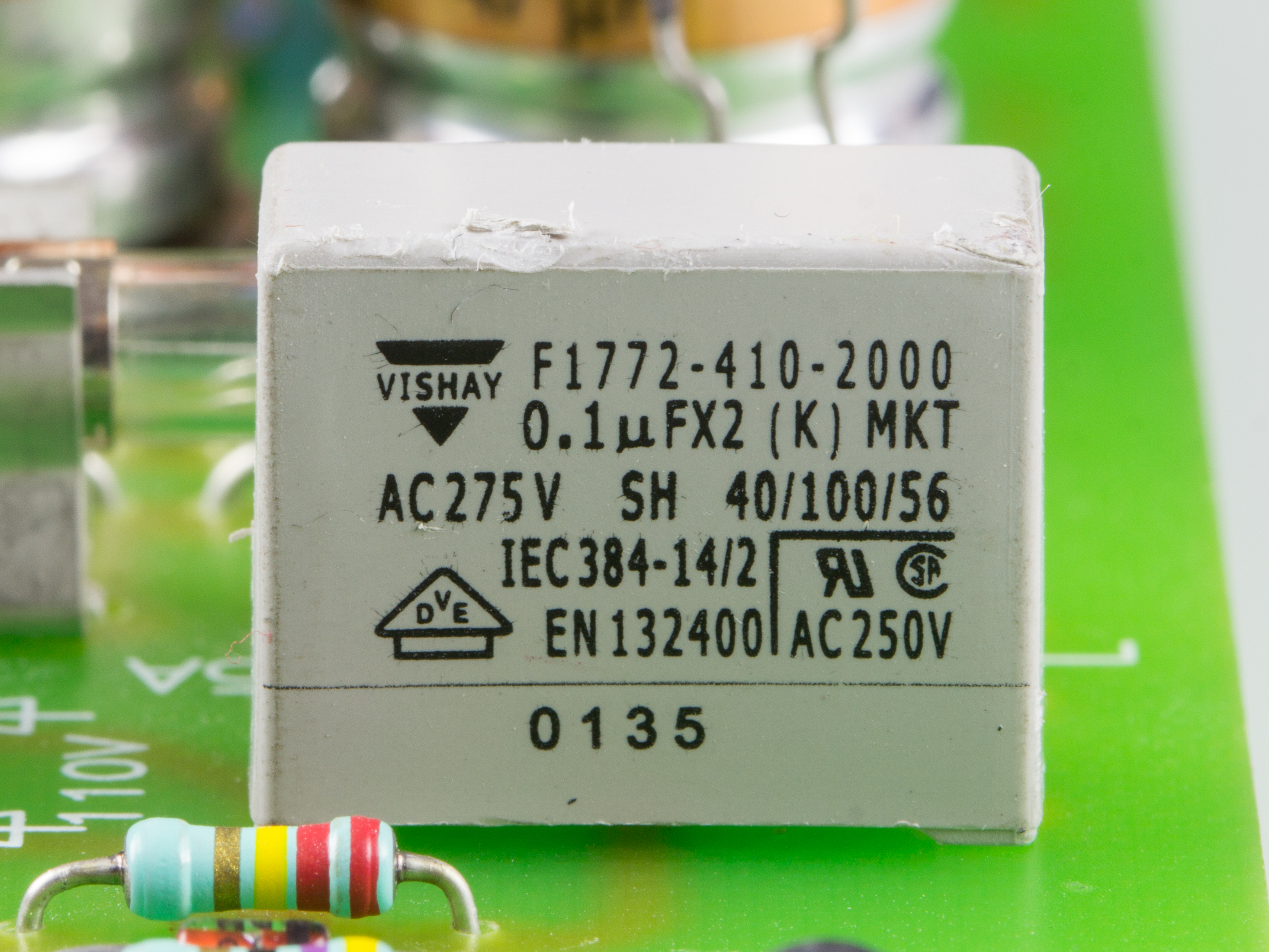
Condensatore a film della Vishay

Vishay Intertechnology, Inc. è una società statunitense di componenti elettronici, risulta essere tra i più grandi produttori di diodi, raddrizzatori, transistor, optoelettronica e di circuiti integrati oltre che di componenti passivi come resistori, condensatori, induttori, sensori e trasduttori. Il tutto utilizzato nei vari ambiti tecnologici come industria, elettronica di consumo, automotive, aerospazio e medicale.

## Storia
Vishay venne fondata nel 1962 da Felix Zandman e con sede a Malvern (Pennsylvania).
In Europa ha sedi a Selb (Draloric), Heide (Beyschlag), Heilbronn (Temic, Telefunken), Landshut (Roederstein) e Itzehoe (Siliconix) e a Borgaro Torinese (Vishay Semiconductor Italiana)

## Marchi e acquisizioni
- Alma Components (1989)
- Angstrom
- Aztronic
- BCcomponents (2002)[3]
- Beyschlag (2002)[3]
- BLH (2002)
- Bradford
- Celtron (2002)
- Cera-Mite (2000)
- Dale ACI (UK)
- Dale (1985)[3]
- Draloric (1987)
- Electro-Films (2000)
- E-Sil Components Ltd. (1966)[3][4]
- ESTA (1993)
- General Semiconductor (2001)[3]
- Lite-On Power Semiconductor (joint venture con Lite-On 1997)
- Mann Components (1983)
- Roederstein (1993)[3]
- Sensortronics (2002)
- Sfernice (1988)
- Siliconix Inc. (1998)[3]
- SI Technologies (2005)
- Spectrol (2000)
- Vishay Sprague, Inc. (1992)[3]
- Tedea-Huntleigh (2002)
- Telefunken (1998)
- Vitramon do Brasil Ltda. (1994)[3]

Vishay ha altre licenze di produzione come ad esempio dal 2007 una parte della produzione della International Rectifier.